# Gordon Wiles
Gordon Wiles (St. Louis, 10 de outubro de 1904 — 17 de outubro de 1950) é um diretor de arte estadunidense. Venceu o Oscar de melhor direção de arte na edição de 1933 por Transatlantic.

## Filmografia selecionada
- Transatlantic (diretor de arte; 1931)
- Almost Married (diretor de arte; 1932)
- Lady from Nowhere (diretor; 1936)
- Charlie Chan's Secret (diretor; 1936)
- Venus Makes Trouble (diretor; 1937)
- Prison Train (diretor; 1938)
- Mr. Boggs Steps Out (diretor; 1938)
- Forced Landing (diretor; 1941)
- The Gangster (diretor; 1947)